# アデライード・ド・ノルマンディー
アデライード・ド・ノルマンディー（フランス語：Adélaïde de Normandie, 1002年頃 - 1038年）は、ノルマンディー公リシャール2世とジュディット・ド・ブルターニュの娘。
アデライードはブルゴーニュ伯ルノー1世と結婚し、以下の子女をもうけた。
- ギヨーム1世（1020年 - 1087年） - ブルゴーニュ伯
- ギー（1025年頃 - 1069年）[3] - ノルマンディー公位とブルゴーニュ伯位を請求し、失敗した。
- ユーグ（1037年頃 - 1086年頃） - ロン＝ル＝ソーニエ領主、モンモロ家の祖
- フルク
- アルベラダ - プーリア・カラブリア公ロベルト・イル・グイスカルドの最初の妃